# Mramorac
Mramorac (en serbe cyrillique : Мраморац) est un village de Serbie situé dans la municipalité de Smederevska Palanka, district de Podunavlje. Au recensement de 2011, il comptait 553 habitants.

## Géographie
Mramorac est situé à 20 km au sud-ouest de Smederevska Palanka sur la route régionale qui conduit à Topola, dont il est distant de 3 km. 

## Histoire
D'après les fouilles archéologiques, le territoire du village de Mramorac est l'une des plus anciennes colonies de peuplement de la région et même de la Serbie. On y a mis au jour des tombes anciennes qui sont conservées au Musée national de Smederevska Palanka et qui témoignent de la vitalité du secteur à l'époque des Illyriens et des Thraces. On a y a également retrouvé un bracelet en or remontant à la civilisation de Hallstatt (VIe siècle av. J.C.), aujourd'hui conservé au Musée national de Belgrade.
Le village s'est sans doute développé à l'époque du despote serbe Đurađ Branković et se serait maintenu pendant la période ottomane. Peu après le second soulèvement serbe contre les Turcs, en 1818, le village comptait 25 foyers ; selon le recensement de 1863, il comptait 501 habitants et en 1921 il en comptait 935.

## Démographie

### Évolution historique de la population
| 1948  | 1953  | 1961  | 1971 | 1981 | 1991 | 2002 | 2011 |
| ----- | ----- | ----- | ---- | ---- | ---- | ---- | ---- |
| 1 126 | 1 144 | 1 036 | 920  | 829  | 745  | 613  | 553  |

|  |

## Économie
La majorité des habitants de Mramorac vivent de l'agriculture, les autres travaillant en ville.